# Auriana Lazraq-Khlass
Auriana Lazraq-Khlass, född 22 april 1999, är en fransk friidrottare som  tävlar i mångkamp.

## Karriär
Lazraq-Khlass tog silver i sjukamp vid europamästerskapen i friidrott 2024. I tävlingen satte hon fem personliga rekord och slog sitt tidigare personbästa med över 400 poäng.